# Ettinga
Ettinga är en by i Östervåla socken, Heby kommun.
Ettinga omtalas i dokument första gången 1312 ("in etinggum", "etinge"). Markgäldsförteckningen 1312 upptar 4 skattskyldiga till 4 öre och 1 (eller möjligen 4) som restar 2 öre. Under 1500-talet omfattar byn två mantal skatte, det ena om 4 öresland och 16 penningland med skatteutjord i Åkerby och ett om 3 öresland med skatteutjord i Hovberga. Därtill fem skatteutjordar, från 1549 sex stycken: ett om 2 öresland 13 penningland till Upplanda , ett om 1 öresland och 12 penningland till Hovberga, ett om 1 örsland och 12 penningland till Åkerby, ett om 1 öresland 6 penningland till Upplanda ett om 1 öresland, ett om 4 penningland, senare 8 penningland till Ettingbo, samt ett om 1 öresland och 18 penningland till Stärte. Enligt Carl Ivar Ståhle är namnen med ändelse på -inga sekundära i förhållande till ortnamnen med -inge ändelse. Det torde ända åvara en förhållandevis gammal by. På gränsen mellan Ettinga och Hovberga finns ett stort gravfält, Östers kullar, huvudsakligen daterat till Vendeltid och Vikingatid (RAÄ 9). 1931–1934 grävdes 14 gravar som skadats i samband med plöjning och dikesgrävning ut. Kartaån, länge söderut kallad Åbyån rinner genom byns område. Före Tämnarsänkningarna på 1890-talet orsakade ån omfattande översvämningar på åns område. Möjligen kan förleden i namnet vara kopplat till urgermanska ordet aitra - "den som svämmar över". Det är dock osäker härledning.
Ettinga hade sina fäbodar vid Ettingvallen, en fäbodvall öster om sjön Toften.
Bland bebyggelser på ägorna märks Jerk-Ers, en lägenhet ostsydost om gården Nyåker under Västersälja som fått namn efter bonden Erik Eriksson. John jons är en lägenhet väster om byn där en familj John bodde från 1840-talet bodde under flera generationer. Kala eller Kalaberg är ett torp 300 meter nordväst om bykärnan från slutet av 1800-talet. Det ligger på ett berg kallat Kalaberget, delvis av naken berggrund. På kartor från 1700-talet är det dock ett annat berg som kallas Kalaberget. Torpet Kasbo, omtalat första gången på 1600-talet, är ett nu försvunnet torp väster om bytomten. Kasbo omtalas redan på 1500-talet som en utjord till Upplanda. Källbo är ett torp på Ettingas utmarker strax söder om Västersälja, uppfört i slutet av 1800-talet: Olovsborg och Persbo är två andra torp från slutet av 1800-talet. Posttorpet är ett torp dokumenterat sedan mitten av 1700-talet av beläget strax norr om gården Lagbovreten. Området räknades före laga skifte till Hovberga men tillför därefter Ettinga utjord. Torpet övergavs redan på 1800-talet. Tallbo var i början av 1800-talet ett nu försvunnet torp. Töbro är ett torp från slutet av 1800-talet, öster om Västersälja. Vallbo, tidigare oftast kallat Knut-Ollas, är ett annat försvunnet torp på utägorna norr om Ettingbo. Västberga är ett torp från slutet av 1800-talet beläget väster om byn på Hovbergas tidigare utjord i Ettinga. Åkerlunds var soldattorp för roten 313 vid Västmanlands regemente för Ettinga och Åkerby. Soldaterna hette Åkerlund efter byn Åkerby. Soldattorpet är nu flyttat till Östervåla hembygdsgård vid Mårtsbo.